# Will Rogers junior

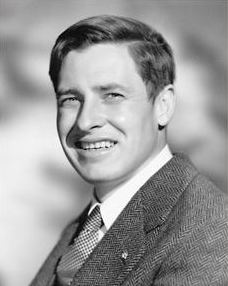
Will Rogers junior

William Vann „Will“ Rogers Jr. (* 20. Oktober 1911 in New York City; † 9. Juli 1993 in Tubac, Arizona) war ein US-amerikanischer Journalist, Politiker und Schauspieler. In den Jahren 1943 und 1944 vertrat er den Bundesstaat Kalifornien im US-Repräsentantenhaus.

## Leben
Will Rogers Jr., auch „Bill“ genannt, war das älteste Kind des berühmten Entertainers Will Rogers (1879–1935) und seiner Ehefrau Betty Blake Rogers (1879–1944), er hatte drei Geschwister. Die Broadway-Schauspielerin Mary Rogers Brooks (1913–1989) war seine Schwester, von seinen beiden Brüdern stand James „Jim“ Rogers (1915–2000) ebenfalls vor der Kamera, Fred verstarb jung. Die Kinder wuchsen in New York und später Beverly Hills, Kalifornien, auf, wo Will öffentliche Schulen besuchte, und verbrachten Zeit in Rogers County, Oklahoma, auf der Familienranch. Rogers studierte an der Stanford University und schloss 1935 mit einem Bachelor-Grad ab, um Journalist zu werden. Zwischen 1935 und 1953 war er erst Herausgeber, dann Eigentümer der Zeitung Beverly Hills Citizen, bei der er schon während seines Studiums arbeitete. Zu der Zeit, als sein Vater verunglückte, entschied Will sich jedoch für eine Rekrutierung bei den Streitkräften.

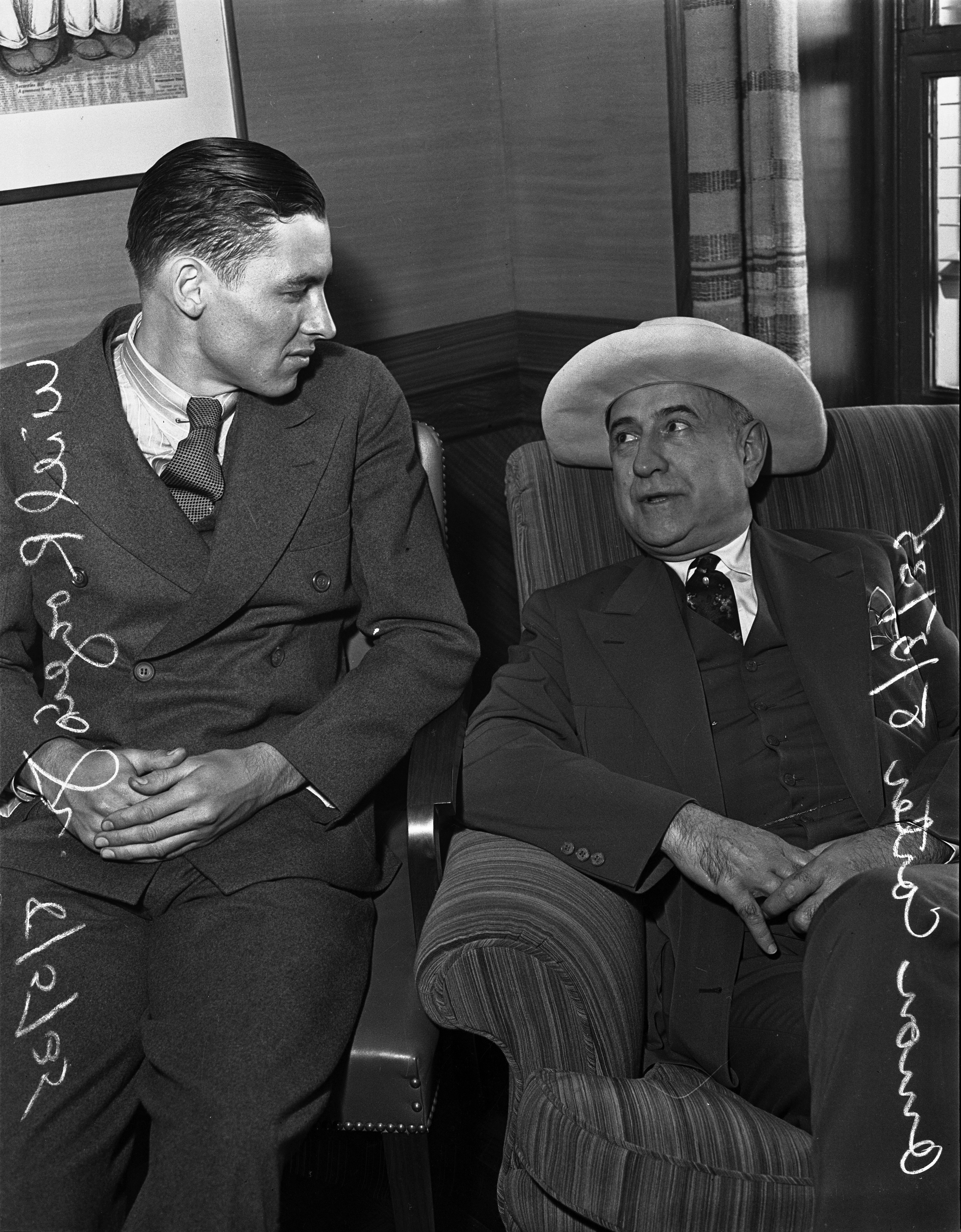
Rogers Jr. (links) mit dem Zeitungsverleger Amon G. Carter (1935)

Von 1935 bis 1940 absolvierte er seine Ausbildung mit Offiziersanwärterkurs, den er im Rang eines Sub-Leutnants bzw. Fähnrichs („Second Lieutenant“) abschloss, ohne jedoch in den aktiven Militärdienst zu wechseln. Das änderte sich nach dem Eintritt der Vereinigten Staaten in den Zweiten Weltkrieg. Rogers meldete sich, wurde als gemeiner Soldat („Private“), dann unter seinem Reserverang zwischen Juni und Dezember 1942 der Feldartillerie der US Army zugeteilt. 1941 heiratete er Collier Connell (verh. 1941–1976), das Paar hatte zwei Adoptivsöhne.

## Beruf und Politik
Parallel zu seinem Militärdienst war Rogers politisch engagiert, als Mitglied der Demokratischen Partei. Bei den Kongresswahlen des Jahres 1942 kandidierte er und wurde mit Unterstützung durch seine Frau und Freunde im 16. Wahlbezirk von Kalifornien in das US-Repräsentantenhaus in Washington, D.C. gewählt, wo er am 3. Januar 1943 die Nachfolge von Leland M. Ford antrat. Rogers wechselte von seinem aktiven Dienst in die Politik, übte das Mandat aber nur bis zu seinem Rücktritt am 23. Mai 1944 aus, danach kehrte er in die Armee zurück.
Er kam noch im letzten Kriegsjahr auf dem europäischen Schauplatz in den Einsatz, u. a. während der Ardennenoffensive, wurde ausgezeichnet und verwundet. Rogers verblieb im Rang eines Lieutenants bis März 1946 in der Armee und kandidierte im November selben Jahres erfolglos für den Senat der Vereinigten Staaten gegen William F. Knowland. In den Jahren 1948, 1952 und 1956 war er Delegierter zu den jeweiligen Democratic National Conventions und unterstützte die Wahlkampagne Harry S. Trumans 1948 in Südkalifornien.
Nach dem Zweiten Weltkrieg versuchte Rogers mit geringem Erfolg in die Fußstapfen seines Vaters zu treten, blieb auch politisch aktiv. Er trat in Radio- und Fernsehsendungen auf und betätigte sich als Publizist und Schauspieler, vor allem in den 1950ern. So verkörperte u. a. er im Jahr 1952 seinen Vater in der Filmbiografie The Story of Will Rogers unter Regie von Michael Curtiz. Von 1953 bis 1954 hatte er eine eigene Show bei CBS Radio, 1956 bis 1957 war er Präsentator der CBS Morning Show aus New York, bevor Countrysänger Jimmy Dean diese übernahm. In den Jahren 1958 bis 1960 wurde er Mitglied und danach zwischen 1960 und 1962 Vorsitzender der California State Park Commission. Von 1967 bis 1969 arbeitete er für die Indianerkommission (Commission on Indian Affairs).

## Späte Jahre
Will Rogers Jr. verbrachte den Lebensabend auf seiner Ranch, die Familie war in den 1950ern in Tubac, Santa Cruz County (Arizona), wohnhaft geworden. Schon sein Vater hatte in den 1910er Jahren für die Familie ein Anwesen nahe Claremore, Oklahoma, als Alterssitz erworben, auch sein Bruder James war Rancher. Nach mehreren Schlaganfällen, Herzproblemen und Hüftoperation verschlechterte sich sein Gesundheitszustand immer mehr. Schließlich beging Rogers am 9. Juli 1993 Suizid. Er wurde auf dem Friedhof von Tubac neben seiner Frau bestattet.

## Filmografie (Auswahl)
- 1921: The Jack Rider
- 1921: The Vengeance Trail
- 1949: Stern vom Broadway (Look for the Silver Lining)
- 1952: The Story of Will Rogers
- 1953: The Eddie Cantor Story
- 1954: Der Sheriff ohne Colt (The Boy from Oklahoma)
- 1958: Der Tod reitet mit (Wild Heritage)
- 1982: The American Adventure (nur Stimme)